# Wereldkampioenschap superbike van Valencia 2004
Het wereldkampioenschap superbike van Valencia 2004 was de eerste ronde van het wereldkampioenschap superbike en het wereldkampioenschap Supersport 2004. De races werden verreden op 29 februari 2004 op het Circuit Ricardo Tormo Valencia nabij Cheste, Spanje.

## Superbike

### Race 1
| Pos | Nr | Rijder               | Constructeur | Rondes | Tijd           | Grid | Punten |
| --- | -- | -------------------- | ------------ | ------ | -------------- | ---- | ------ |
| 1   | 52 | James Toseland       | Ducati       | 23     | 42:39.266      | 2    | 25     |
| 2   | 7  | Pierfrancesco Chili  | Ducati       | 23     | +4.698         | 13   | 20     |
| 3   | 9  | Chris Walker         | Petronas     | 23     | +22.109        | 10   | 16     |
| 4   | 20 | Marco Borciani       | Ducati       | 23     | +53.304        | 8    | 13     |
| 5   | 91 | Leon Haslam          | Ducati       | 23     | +1:02.286      | 4    | 11     |
| 6   | 69 | Gianluca Nannelli    | Ducati       | 23     | +1:11.269      | 14   | 10     |
| 7   | 24 | Garry McCoy          | Ducati       | 23     | +1:25.257      | 7    | 9      |
| 8   | 16 | Sergio Fuertes       | Suzuki       | 23     | +1:26.590      | 9    | 8      |
| 9   | 22 | Horst Saiger         | Yamaha       | 22     | +1 ronde       | 19   | 7      |
| 10  | 23 | Jiří Mrkývka         | Ducati       | 22     | +1 ronde       | 21   | 6      |
| 11  | 12 | Warwick Nowland      | Suzuki       | 22     | +1 ronde       | 18   | 5      |
| 12  | 17 | Chris Vermeulen      | Honda        | 22     | +1 ronde       | 3    | 4      |
| 13  | 50 | Miguel Praia         | Ducati       | 22     | +1 ronde       | 22   | 3      |
| 14  | 6  | Mauro Sanchini       | Kawasaki     | 20     | +3 ronden      | 15   | 2      |
| 15  | 5  | Piergiorgio Bontempi | Suzuki       | 20     | +3 ronden      | 16   | 1      |
| DNF | 99 | Steve Martin         | Ducati       | 21     | Uitgevallen    | 5    |        |
| DNF | 8  | Ivan Clementi        | Kawasaki     | 6      | Ongeluk        | 17   |        |
| DNF | 41 | Noriyuki Haga        | Ducati       | 5      | Schade ongeluk | 6    |        |
| DNF | 19 | Lucio Pedercini      | Ducati       | 4      | Uitgevallen    | 11   |        |
| DNF | 25 | Alessio Velini       | Yamaha       | 3      | Uitgevallen    | 20   |        |
| DNF | 4  | Troy Corser          | Petronas     | 2      | Ongeluk        | 12   |        |
| DNF | 55 | Régis Laconi         | Ducati       | 0      | Ongeluk        | 1    |        |

### Race 2
| Pos | Nr | Rijder               | Constructeur | Rondes | Tijd        | Grid | Punten |
| --- | -- | -------------------- | ------------ | ------ | ----------- | ---- | ------ |
| 1   | 41 | Noriyuki Haga        | Ducati       | 23     | 37:32.364   | 6    | 25     |
| 2   | 52 | James Toseland       | Ducati       | 23     | +1.769      | 2    | 20     |
| 3   | 99 | Steve Martin         | Ducati       | 23     | +10.021     | 5    | 16     |
| 4   | 7  | Pierfrancesco Chili  | Ducati       | 23     | +10.138     | 13   | 13     |
| 5   | 17 | Chris Vermeulen      | Honda        | 23     | +17.067     | 3    | 11     |
| 6   | 24 | Garry McCoy          | Ducati       | 23     | +21.140     | 7    | 10     |
| 7   | 9  | Chris Walker         | Petronas     | 23     | +21.584     | 10   | 9      |
| 8   | 20 | Marco Borciani       | Ducati       | 23     | +21.626     | 8    | 8      |
| 9   | 91 | Leon Haslam          | Ducati       | 23     | +33.387     | 4    | 7      |
| 10  | 6  | Mauro Sanchini       | Kawasaki     | 23     | +33.537     | 15   | 6      |
| 11  | 4  | Troy Corser          | Petronas     | 23     | +36.556     | 12   | 5      |
| 12  | 16 | Sergio Fuertes       | Suzuki       | 23     | +40.458     | 9    | 4      |
| 13  | 19 | Lucio Pedercini      | Ducati       | 23     | +43.819     | 11   | 3      |
| 14  | 8  | Ivan Clementi        | Kawasaki     | 23     | +46.515     | 17   | 2      |
| 15  | 22 | Horst Saiger         | Yamaha       | 23     | +57.694     | 19   | 1      |
| 16  | 5  | Piergiorgio Bontempi | Suzuki       | 23     | +1:03.975   | 16   |        |
| 17  | 12 | Warwick Nowland      | Suzuki       | 23     | +1:06.674   | 18   |        |
| 18  | 25 | Alessio Velini       | Yamaha       | 23     | +1:09.952   | 20   |        |
| 19  | 50 | Miguel Praia         | Ducati       | 22     | +1 ronde    | 22   |        |
| DNF | 23 | Jiří Mrkývka         | Ducati       | 1      | Uitgevallen | 21   |        |
| DNF | 69 | Gianluca Nannelli    | Ducati       | 0      | Uitgevallen | 14   |        |
| DNF | 55 | Régis Laconi         | Ducati       | 0      | Uitgevallen | 1    |        |

## Supersport
Sébastien Charpentier werd gediskwalificeerd vanwege het negeren van een ride through penalty, die hij kreeg voor het maken van een valse start.
| Pos | Nr | Rijder                   | Constructeur | Rondes | Tijd                | Grid | Punten |
| --- | -- | ------------------------ | ------------ | ------ | ------------------- | ---- | ------ |
| 1   | 4  | Jurgen van den Goorbergh | Yamaha       | 23     | 38:27.439           | 6    | 25     |
| 2   | 99 | Fabien Foret             | Yamaha       | 23     | +4.898              | 3    | 20     |
| 3   | 37 | Katsuaki Fujiwara        | Suzuki       | 23     | +16.104             | 7    | 16     |
| 4   | 57 | Lorenzo Lanzi            | Ducati       | 23     | +17.964             | 16   | 13     |
| 5   | 2  | Stéphane Chambon         | Suzuki       | 23     | +20.404             | 11   | 11     |
| 6   | 20 | Vittorio Iannuzzo        | Suzuki       | 23     | +21.935             | 17   | 10     |
| 7   | 71 | Werner Daemen            | Honda        | 23     | +24.972             | 9    | 9      |
| 8   | 31 | Karl Muggeridge          | Honda        | 23     | +25.232             | 1    | 8      |
| 9   | 11 | Kevin Curtain            | Yamaha       | 23     | +44.486             | 5    | 7      |
| 10  | 22 | Stefano Cruciani         | Kawasaki     | 23     | +53.354             | 12   | 6      |
| 11  | 24 | Matthieu Lagrive         | Suzuki       | 23     | +53.725             | 27   | 5      |
| 12  | 72 | Arne Tode                | Yamaha       | 23     | +55.413             | 25   | 4      |
| 13  | 15 | Matteo Baiocco           | Yamaha       | 23     | +1:00.023           | 14   | 3      |
| 14  | 76 | Max Neukirchner          | Honda        | 23     | +1:13.366           | 13   | 2      |
| 15  | 10 | Kai Børre Andersen       | Kawasaki     | 23     | +1:14.907           | 19   | 1      |
| 16  | 45 | Sébastien Le Grelle      | Honda        | 23     | +1:18.761           | 26   |        |
| DNF | 12 | Javier Forés             | Suzuki       | 21     | Uitgevallen         | 24   |        |
| DNF | 86 | Víctor Carrasco          | Honda        | 21     | Ongeluk             | 23   |        |
| DNF | 93 | Christian Kellner        | Yamaha       | 13     | Uitgevallen         | 8    |        |
| DNF | 19 | Walter Tortoroglio       | Suzuki       | 12     | Uitgevallen         | 22   |        |
| DNF | 8  | Alessio Corradi          | Honda        | 10     | Uitgevallen         | 15   |        |
| DNF | 17 | Tobias Kirmeier          | Honda        | 4      | Ongeluk             | 10   |        |
| DNF | 18 | Denis Sacchetti          | Honda        | 4      | Uitgevallen         | 21   |        |
| DNF | 25 | Giovanni Bussei          | Ducati       | 3      | Uitgevallen         | 18   |        |
| DNF | 23 | Broc Parkes              | Honda        | 2      | Ongeluk             | 2    |        |
| DNF | 81 | Craig Jones              | Triumph      | 0      | Uitgevallen         | 20   |        |
| DSQ | 16 | Sébastien Charpentier    | Honda        | 8      | Gediskwalificeerd   | 4    |        |
| DNQ | 94 | Yaron Salinger           | Honda        | 0      | Niet gekwalificeerd |      |        |
| DNQ | 95 | Eli Chen                 | Honda        | 0      | Niet gekwalificeerd |      |        |

## Tussenstanden na wedstrijd

### Superbike
| Pos | Nr | Rijder              | Team     | Punten |
| --- | -- | ------------------- | -------- | ------ |
| 1   | 52 | James Toseland      | Ducati   | 45     |
| 2   | 7  | Pierfrancesco Chili | Ducati   | 33     |
| 3   | 41 | Noriyuki Haga       | Ducati   | 25     |
| 4   | 9  | Chris Walker        | Petronas | 25     |
| 5   | 20 | Marco Borciani      | Ducati   | 21     |

### Supersport
| Pos | Nr | Rijder                   | Team   | Punten |
| --- | -- | ------------------------ | ------ | ------ |
| 1   | 4  | Jurgen van den Goorbergh | Yamaha | 25     |
| 2   | 99 | Fabien Foret             | Yamaha | 20     |
| 3   | 37 | Katsuaki Fujiwara        | Suzuki | 16     |
| 4   | 57 | Lorenzo Lanzi            | Ducati | 13     |
| 5   | 2  | Stéphane Chambon         | Suzuki | 11     |

2000 · 2001 · 2002 · 2003 · 2004 · 2005 · 2006 · 2007 · 2008 · 2009 · 2010